# Александер Пруски
Фридрих Вилхелм Лудвиг Александер Пруски (на немски: Friedrich Wilhelm Ludwig Alexander von Preußen; * 21 юни 1820 в Берлин; † 4 януари 1896 в Берлин) от род Хоенцолерн е принц на Прусия, пруски генерал на инфантерията.
Той е най-големият син на принц Фридрих Пруски (1794 – 1863) и съпругата му принцеса Вилхелмина Луиза фон Анхалт-Бернбург (1799 – 1882), дъщеря на княз и херцог Алексиус Фридрих Кристиан фон Анхалт-Бернбург и първата му съпруга принцеса Мария Фридерика фон Хесен-Касел. Брат е на Георг Пруски Ернст (1826 – 1902).
Александер Пруски, както всички кралски принцове, е назначен на десет години като лейтенант в пруската армия и първо няма активна дейност. От 23 юни 1851 г. той е първи командир на „III. батальон на регимент/1. Garde-Landwehr-Regiments“. На 25 юни 1864 г. той е сухопътен генерал. Той е награден с ордени. Крал Вилхелм I го прави на 18 октомври 1861 г. шеф на сухопътен регимент „Infanterie-Regiments Nr. 16“.
Александер участва 1866 г. в Немската война и 1870/71 г. във войната срещу Франция. От 1 януари 1873 г. той е 2. шеф на 2. „Garde-Grenadier-Landwehr-Regiment“.
Александер Пруски умира неженен на 75 години на 4 януари 1896 г. в Берлин.